# Farní sbor Českobratrské církve evangelické v Broumově
Farní sbor Českobratrské církve evangelické v Broumově byl sborem Českobratrské církve evangelické v Broumově. Sbor spadal pod Královéhradecký seniorát. Od 1.1.2017 je kazatelskou stanici sboru v Hronově.
Sbor administruje f. Michal Kitta.